# Per Hasselberg

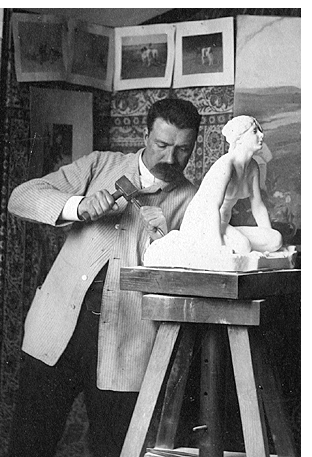
Per Hasselberg in seinem Stockholmer Atelier an der Östermalmsgatan 2B, um 1893

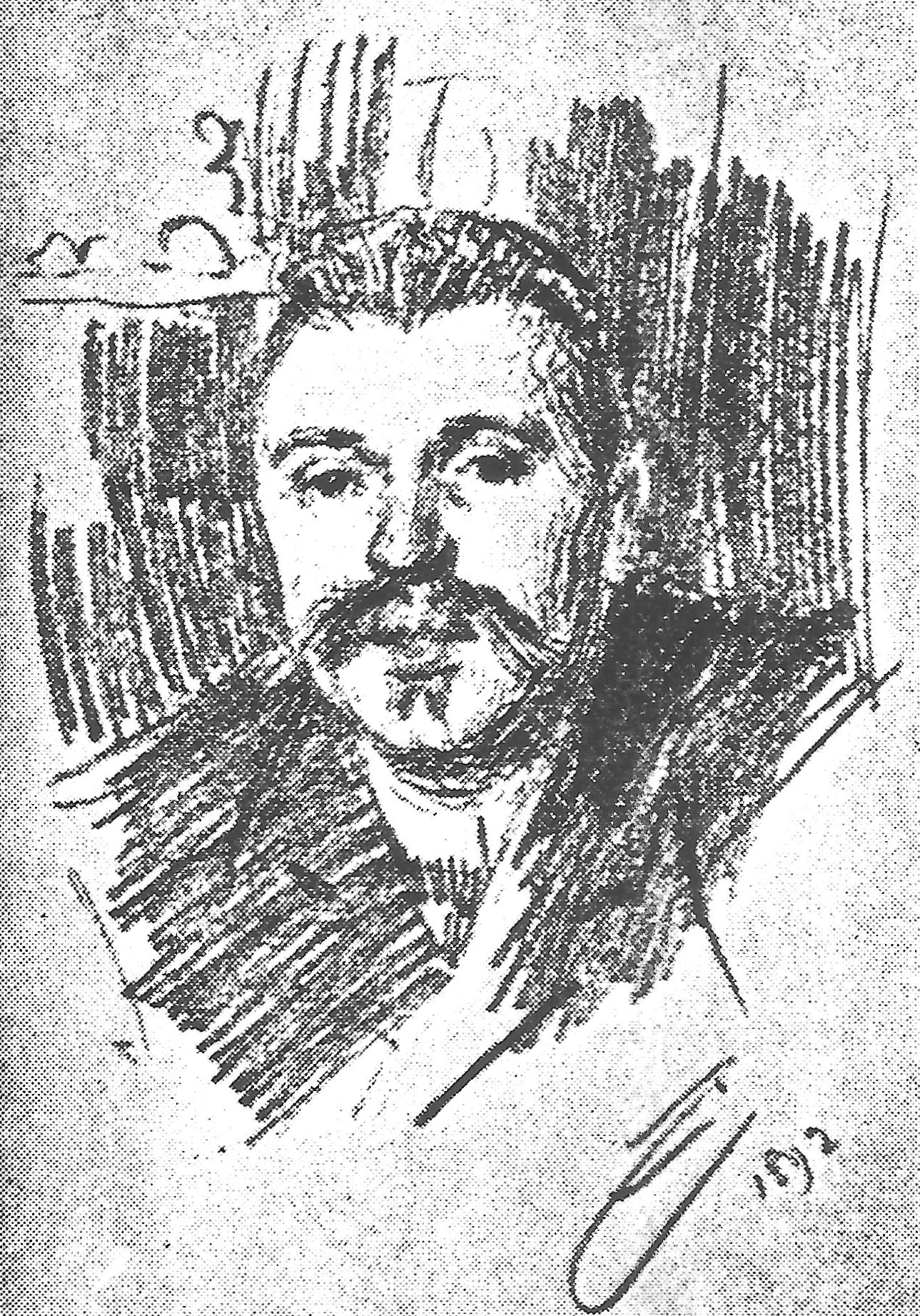
Per Hasselberg, gezeichnet von Anders Zorn, 1892

Per Hasselberg (* 1. Januar 1850 in Hasselstad bei Ronneby; † 25. Juli 1894 in Stockholm), vor 1870 Karl Petter Åkesson, war ein schwedischer Bildhauer. Er ist in erster Linie bekannt durch seine fein gearbeiteten Aktfiguren mit Natursymbolik. Kopien seiner Werke befinden sich in Schweden in Parks, auf Plätzen, in Museen sowie in privater Hand.

## Biografie
Per Hasselberg wurde am 1. Januar 1850 in dem kleinen Dorf Hasselstad bei Ronneby in der Provinz Blekinge in Südschweden geboren. Er war das sechste Kind einer armen Familie. Sein sehr religiöser Vater, Åke Andersson, war Kleinbauer, Bauarbeiter für Brücken und Schreiner.
Per verließ die Schule mit zwölf und wurde Schreinerlehrling in Karlshamn, wo er auch eine Ausbildung als Ornamentbildhauer erhielt. 1869 zog er nach Stockholm, wo er mehrere Anstellungen als Ornamentbildhauer hatte und Abend- und Wochenend-Kurse in der Kunstfachschule besuchte.
1876 bekam er ein Stipendium von der Regierungsagentur für Außenhandel (Kommerskollegium) für eine Reise nach Paris, wo er im folgenden Jahr an der École nationale supérieure des beaux-arts de Paris angenommen wurde. Dort studierte er drei Jahre bei dem Bildhauer und Akademie-Professor François Jouffroy. Danach arbeitete er bis 1890 als Bildhauer in Paris, er kehrte anschließend nach Stockholm zurück, wo er ein Atelier in Östermalm eröffnete.
1885 wurde er mit Aortendissektion (Innenwandriss der Hauptschlagader) in die Sahlgrenska Uniklinik in Göteborg eingeliefert. Die Krankheit war damals noch unheilbar und ein sicheres Todesurteil. Während seines Klinikaufenthalts erholte sich Hasselberg zwar, erhielt aber den Bescheid, dass er höchstens noch ein paar Jahre zu leben habe. 1894 verschlechterte sich sein Gesundheitszustand wieder und nach einer erneuten Attacke starb er innerhalb von 36 Stunden am 25. Juli 1894 in Stockholm im Krankenhaus.
Zum Zeitpunkt seines Todes war Hasselberg frei von Schulden und hatte einen Auftragsbestand von über circa 30.000 schwedischen Kronen, was dem Betrag von etwa 250.000 US-Dollar im Jahre 2015 entspricht. Teil seines letzten Willens war, dass die großen Marmorblöcke, die auf einem Schiff von Italien unterwegs waren und für große Kopien von Farfadern und Näckrosen vorgesehen waren, an seinen Bildhauer-Kollegen Christian Eriksson übergeben werden sollten, damit dieser die Arbeiten ausführen könne (was er auch tat).

## Werke (Auswahl)

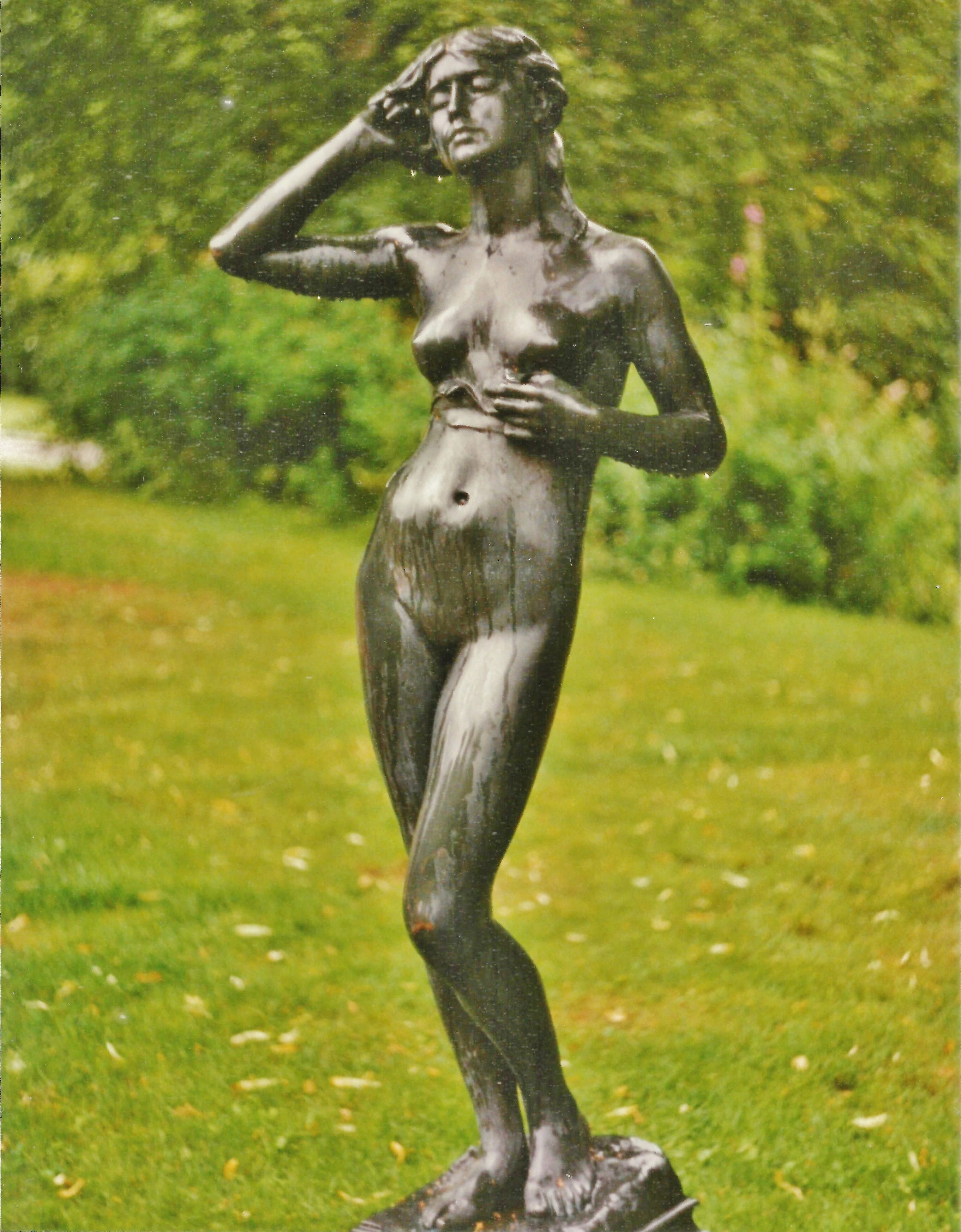
Snöklockan (Schneeglöckchen), erstellt in Paris 1881 als Gipsskulptur und dort ausgestellt im selben Jahr; hier eine Kopie in Bronze von 1953, gegossen von C & A Nicci (Rom/Italien) und platziert im Rottneros Park bei Sunne in Värmland/Schweden

### „Snöklockan“ („Schneeglöckchen“, Paris 1881)
Der originale französische Titel war La Perce-Neige (Die Schneebrecherin). Das Werk wurde zuerst in Gips erstellt für die Ausstellung im Salon in Paris von 1881. Hasselbergs Modell war eine 16-jährige Italienerin. An ihrem Fuß zeigt die Skulptur ein kleines Büschel Schneeglöckchen, und die Pflanze wurde verstanden als Symbol für den Neuanfang im Kreislauf des Lebens.
Snöklocka ist eigentlich nicht der übliche schwedische Name für die Blume. Dieser ist snödroppe („Schneetropfen“). Vielmehr ist snöklocka eine eher ungebräuchliche poetische Variante, die ihren Ursprung hat in der wörtlichen Übersetzung des deutschen Namens Schneeglöckchen. Durch die Benennung Snöklockan („Schneeglocke“) wurde also eine musikalische Anspielung hinzugefügt, und die rechte Hand der Figur liegt nahe am rechten Ohr.
Die Ausstellung im Salon 1881 wurde mit einer Ehren-Auszeichnung belohnt, was in dem Jahr kein anderes Werk eines schwedischen Künstlers erreichte. Dieser Erfolg bedeutete, dass Hasselberg in Schweden auf einen Schlag berühmt wurde und dass das Nationalmuseum in Stockholm bald darauf eine Kopie von Snöklockan in Marmor bestellte. Diese war 1883 fertig und erhielt in dem Jahr im Salon in Paris eine Goldmedaille. 1885 hatte auch Göteborgs konstmuseum eine Kopie in Marmor. Die Ny Carlsberg Glyptotek in Kopenhagen bekam eine 1889. Kopien in Bronze an öffentlichen Orten befinden sich auf dem Mariatorget (Marienplatz) in Södermalm/Stockholm, in Falun, Ronneby und im Rottneros Park bei Sunne.
1.700 Kopien in Parian (Marmor-Imitat) mit einer Höhe von 50 cm und 625 Kopien in 60 cm wurden von 1887 bis 1926 von der Porzellanfabrik Gustavsberg hergestellt.
In der neueren Rezeption von Snöklockan in Schweden im 21. Jahrhundert tauchten auch spezielle feministische Ansichten auf. So behauptete eine Autorin des Katalogs zu der großen Hasselberg-Retrospektive von 2010 in Stockholm, dass die geschlossenen Augen der Statue nicht den Vorgang des Erwachens andeuteten, sondern dass Hasselberg den „Körper der jungen Frau“ in einen „unbewußten Zustand gezwungen“ habe.

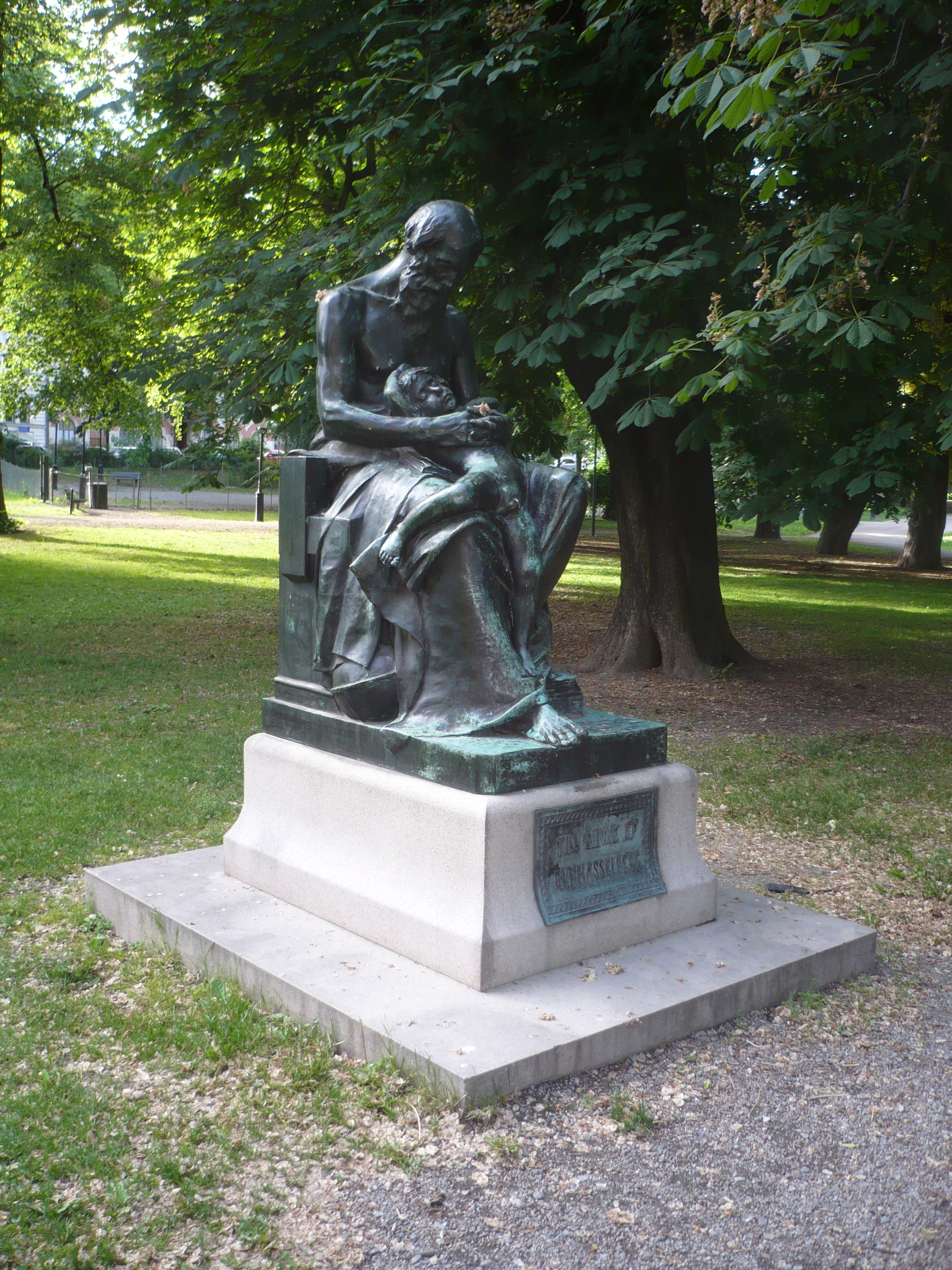
Farfadern (Vaters Vater = Großvater) nahe der Nationalbibliothek in Stockholm; Original in Gips von 1886 (Paris); hier ein Bronzeguss von 1896 durch Gruet Jeune in Paris

### „Farfadern“ („Großvater“, Paris 1886)
Der ursprüngliche, französische Name war L’Aiëul („Der Großvater“), und die Skulptur wurde 1886 in Paris zuerst in Gips angefertigt und im selben Jahr im Palais de l’Industrie ausgestellt. Die Grundidee war, den Kreislauf der Natur darzustellen mit seinen Polen jung und alt. Sie hatte ihren Ursprung während des Klinikaufenthaltes in Göteborg, als Hasselberg erfuhr, dass er nur noch wenige Jahre zu leben hatte. Er wusste also, dass dies seine letzte Arbeit sein könnte und damit sein künstlerisches Testament.
Der Plan wurde dann konkret, als er auf einem Boulevard in Paris einen alten Mann sitzen sah mit einem nackten, schlafenden Jungen auf seinen Knien. Als das Werk fertig war, waren seine Künstlerfreunde begeistert, aber die Ausstellung wurde kein Erfolg.
Die Originalausführungen in Gips von Hasselberg selbst sind heute verloren, aber eine Version in Bronze wurde 1896 nahe der Nationalbibliothek in Stockholm errichtet, und eine Kopie in Marmor, ebenfalls von 1896, befindet sich heute in Göteborgs konstmuseum.

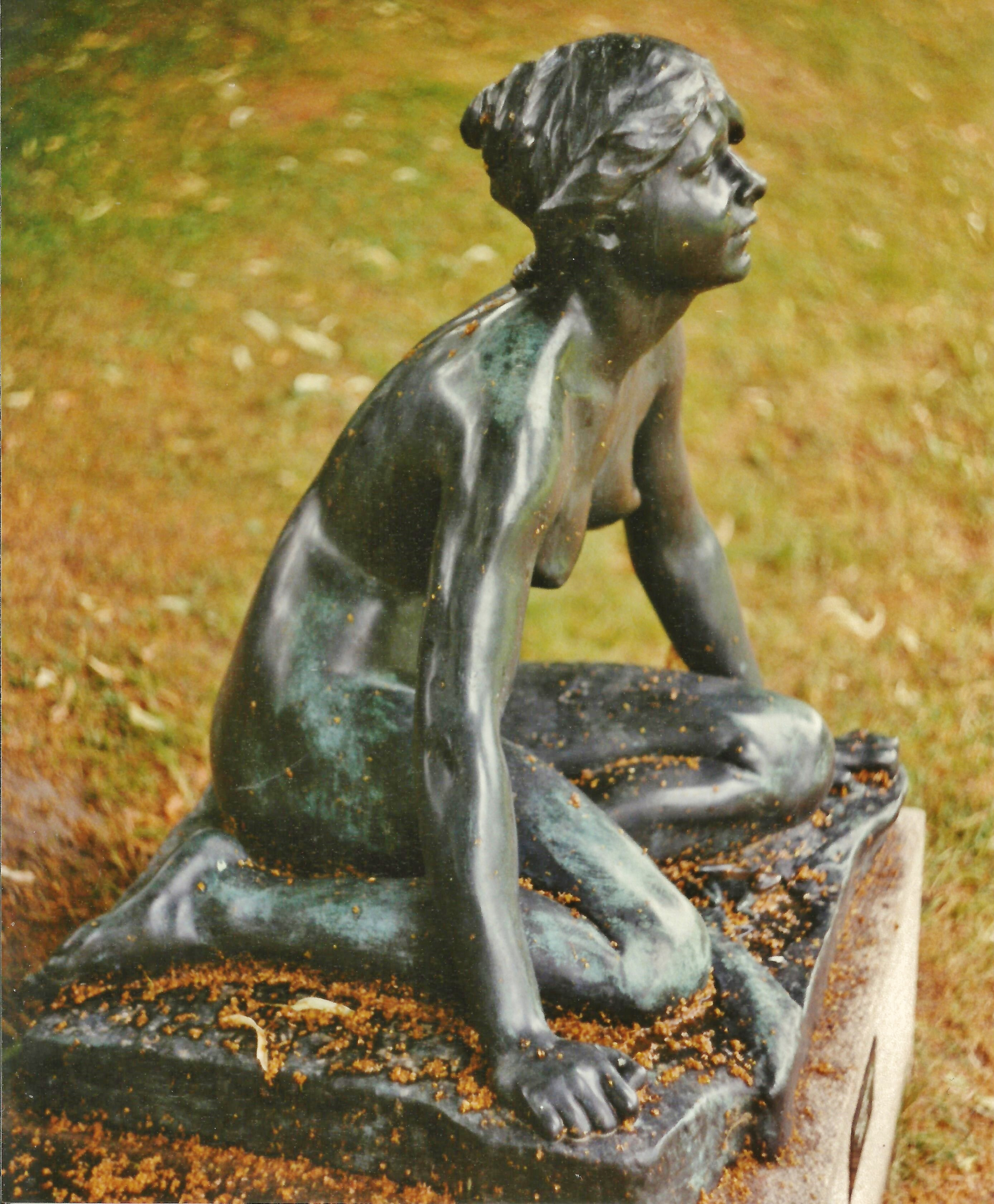
Grodan (Kröte) im Rottneros Park bei Sunne in Värmland; Bronzeguss von 1957

### „Grodan“ („Kröte“, Paris 1889)
Grodan („Kröte“) hatte den franz. Originalnamen La Grenouille („Der Frosch“) und wurde in Gips für die Weltausstellung Paris 1889 erstellt und dort ausgestellt. Zwischen den Knien des Mädchens sitzt eine kleine Kröte. Nach Hasselbergs Aussagen entstand das Konzept spontan, als ein Modell in seinem Atelier während einer Pause in dieser Position auf dem Boden saß.
Das franz. Wort grenouille bedeutet nicht nur „Kröte“ (bzw. „Frosch“), sondern im groben Sprachgebrauch auch „Straßenmädchen“. Es ist nicht bekannt, ob Hasselberg diese zweite Bedeutung kannte. In der Rezeption wurde jedoch die Ansicht vertreten, dass er möglicherweise die Sicht seiner Zeit bezüglich einer gewissen Widersprüchlichkeit in der Vorstellung von Jugend ausdrücken wollte.
Mehrere Kopien in Bronze befinden sich in öffentlichen Parks in Schweden und Kopien in Marmor in Museen. Die jüngste Kopie in Bronze von 2009 in Ulricehamn ersetzte eine gestohlene Kopie aus den 1940er Jahren. 230 Exemplare in Parian (Marmor-Imitat) mit einer Höhe von 38 cm und 241 Exemplare in 26 cm wurden zwischen 1906 und 1926 von der Porzellanfabrik Gustavsberg hergestellt.

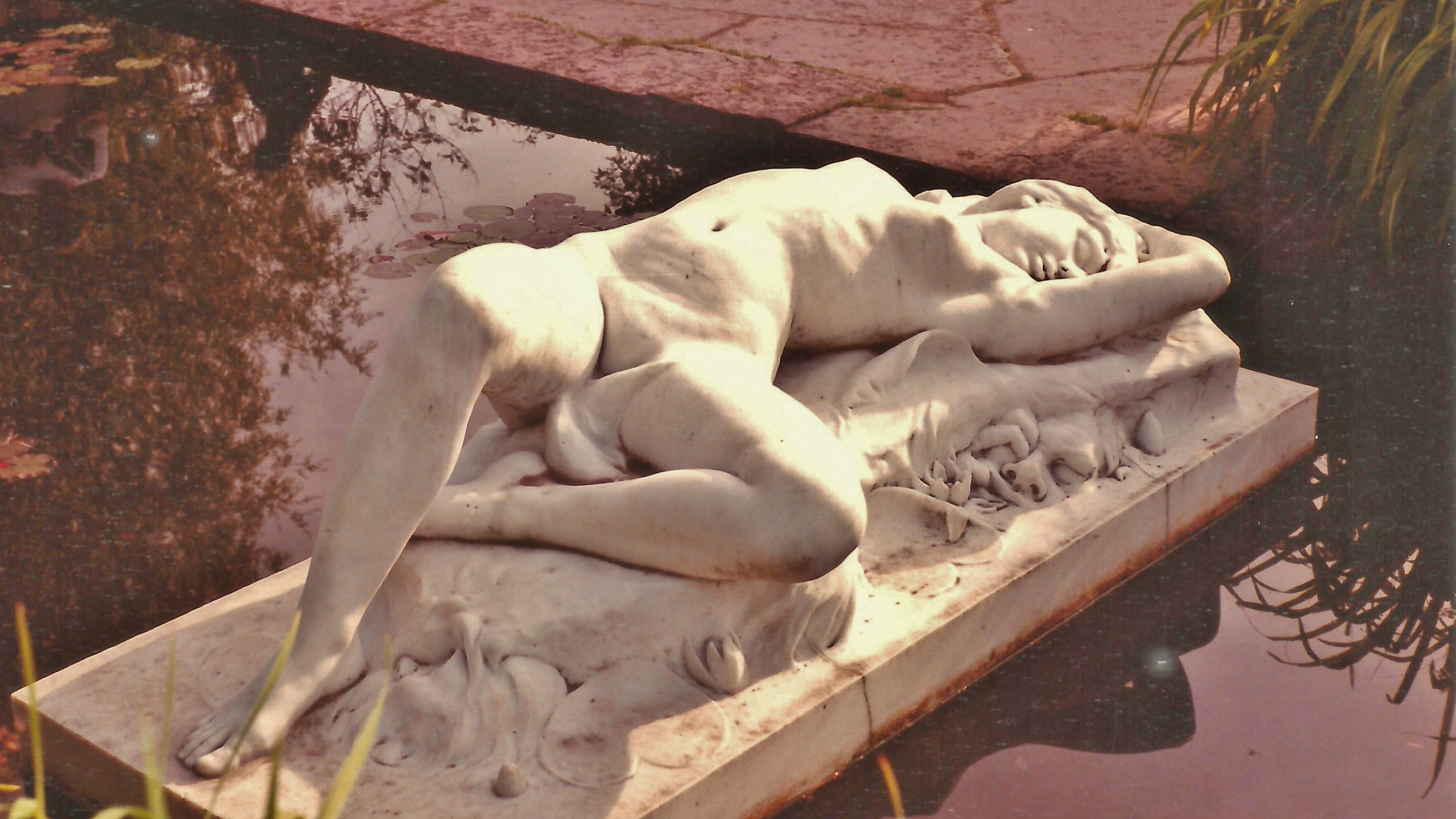
Näckrosen (Seerose), Stockholm 1892; hier eine Kopie von 1953 in Marmor von Giovanni Ardini (Italien) im Rottneros Park bei Sunne in Värmland

### „Näckrosen“ („Seerose“, Stockholm 1892)
Näckrosen („Seerose“) wurde erstmals 1892 ausgestellt in Gips bei der dänischen Kunstvereinigung in Kopenhagen und im selben Jahr in Göteborg/Schweden. 1893 folgte eine Präsentation bei der Weltausstellung (World’s Columbian Exposition) in Chicago.
Die Statue zeigt eine junge Frau liegend auf einem großen Seerosenblatt über dem Wasser, umgeben von Seerosen und Köpfen alter Männer, die Wassergeister symbolisieren. Der erste Teil des Namens der Blume, Näck, bedeutet in Skandinavien Wassergeist. Die wörtliche Übersetzung des Namens wäre also Wassergeistrose. Eine solche Assoziation besteht zwar in der Regel nicht, wenn über die Blume gesprochen wird, hier machte Hasselberg sie jedoch unausweichlich durch die Köpfe der alten Männer. Auf der Rückseite der Statue befindet sich ein Baumstumpf, der eine Kette mit einem großen Vorhängeschloss hält, anscheinend als Anzeichen, dass das große Seerosenblatt an die Kette gelegt wurde.

## Galerie

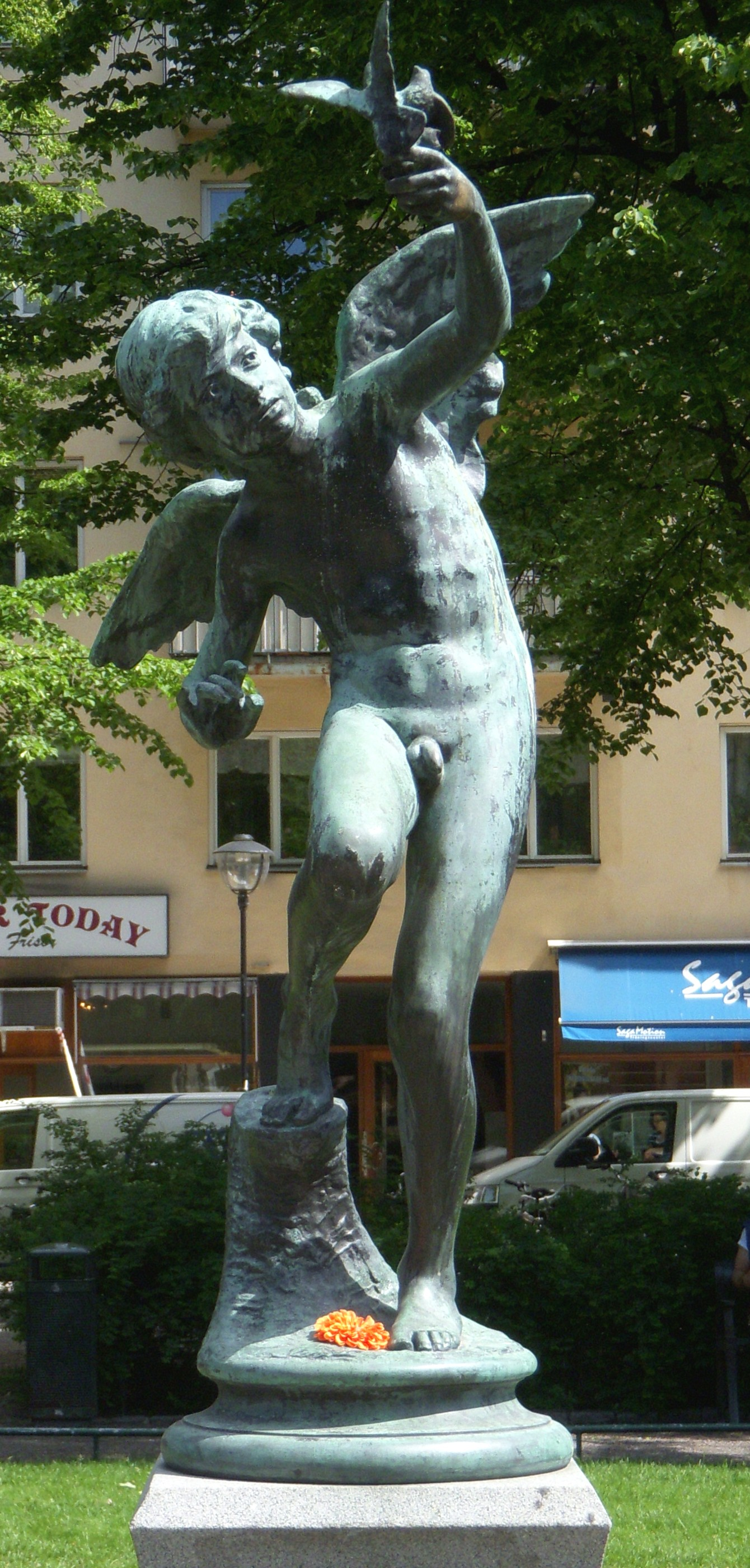
Tjusningen (Faszination) seit 1917 auf dem Mariatorget (Marienplatz), Stockholm
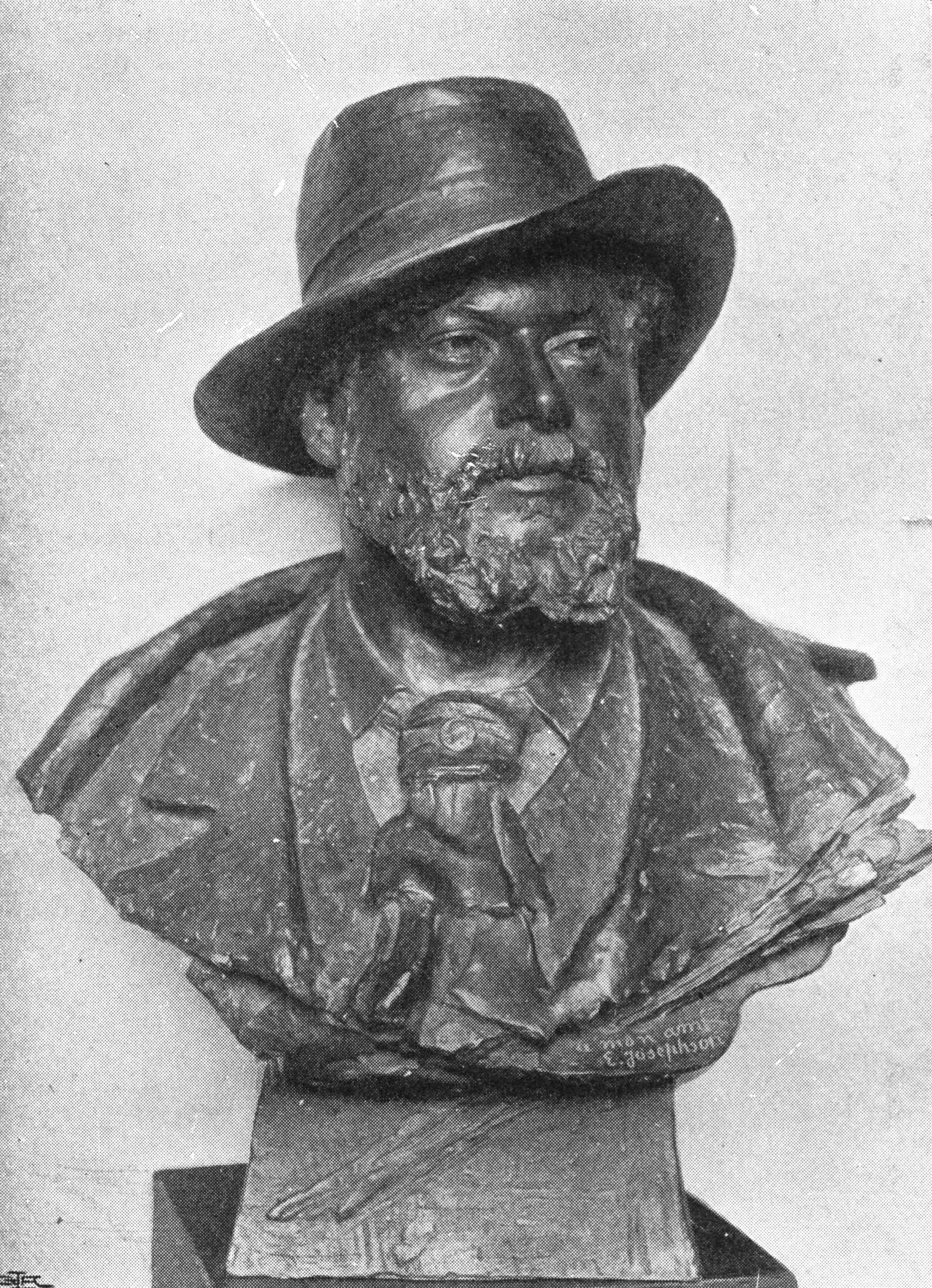
Ernst Josephson, in Bronze von 1883, Kopien in mehreren Museen
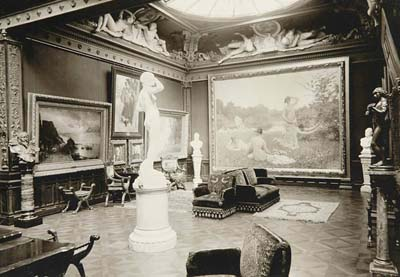
Snöklockan in Marmor und sechs Deckenskulpturen von 1895, Göteborgs Kunstmuseum
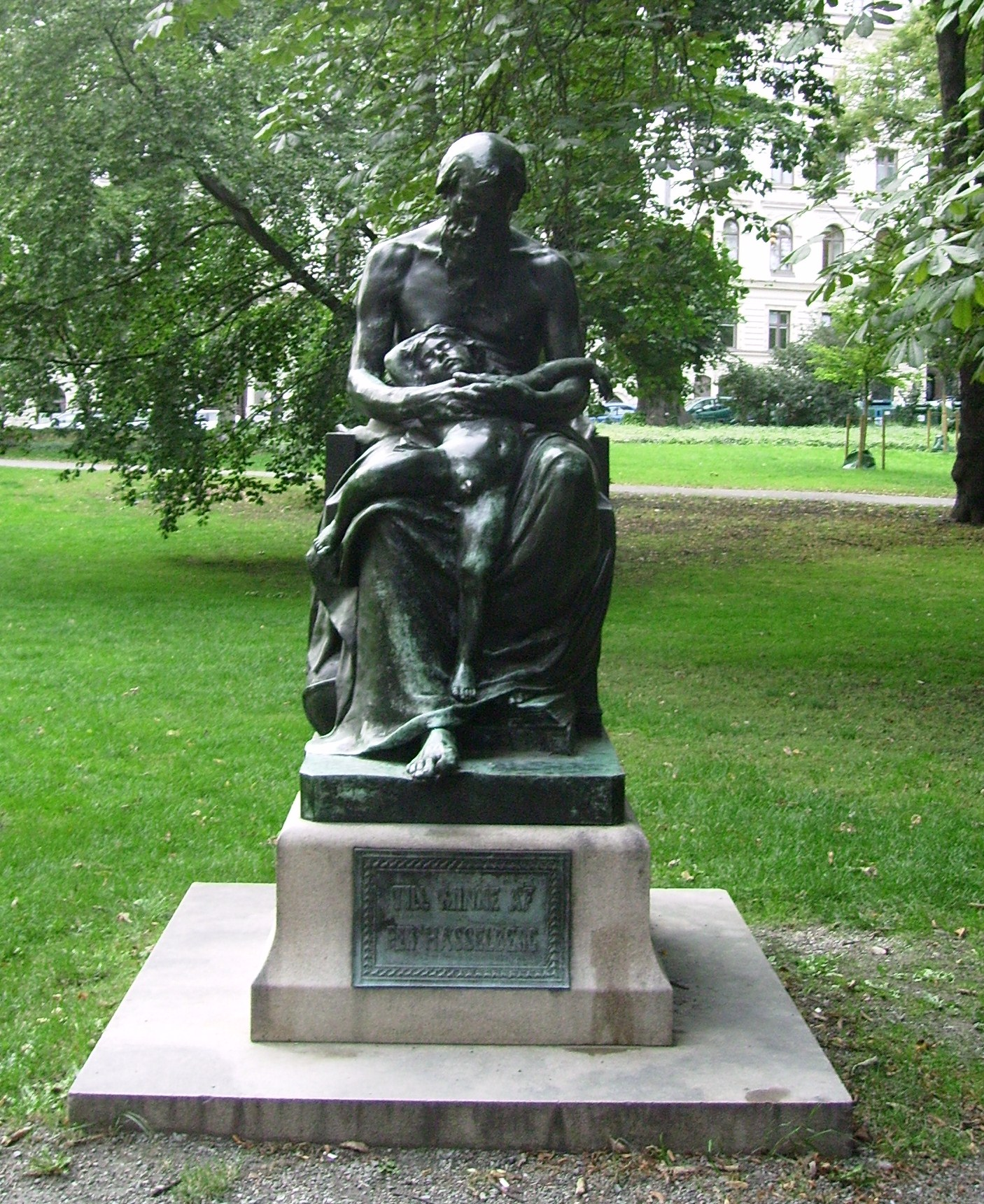
Farfadern seit 1896 nahe der Nationalbibliothek in Stockholm
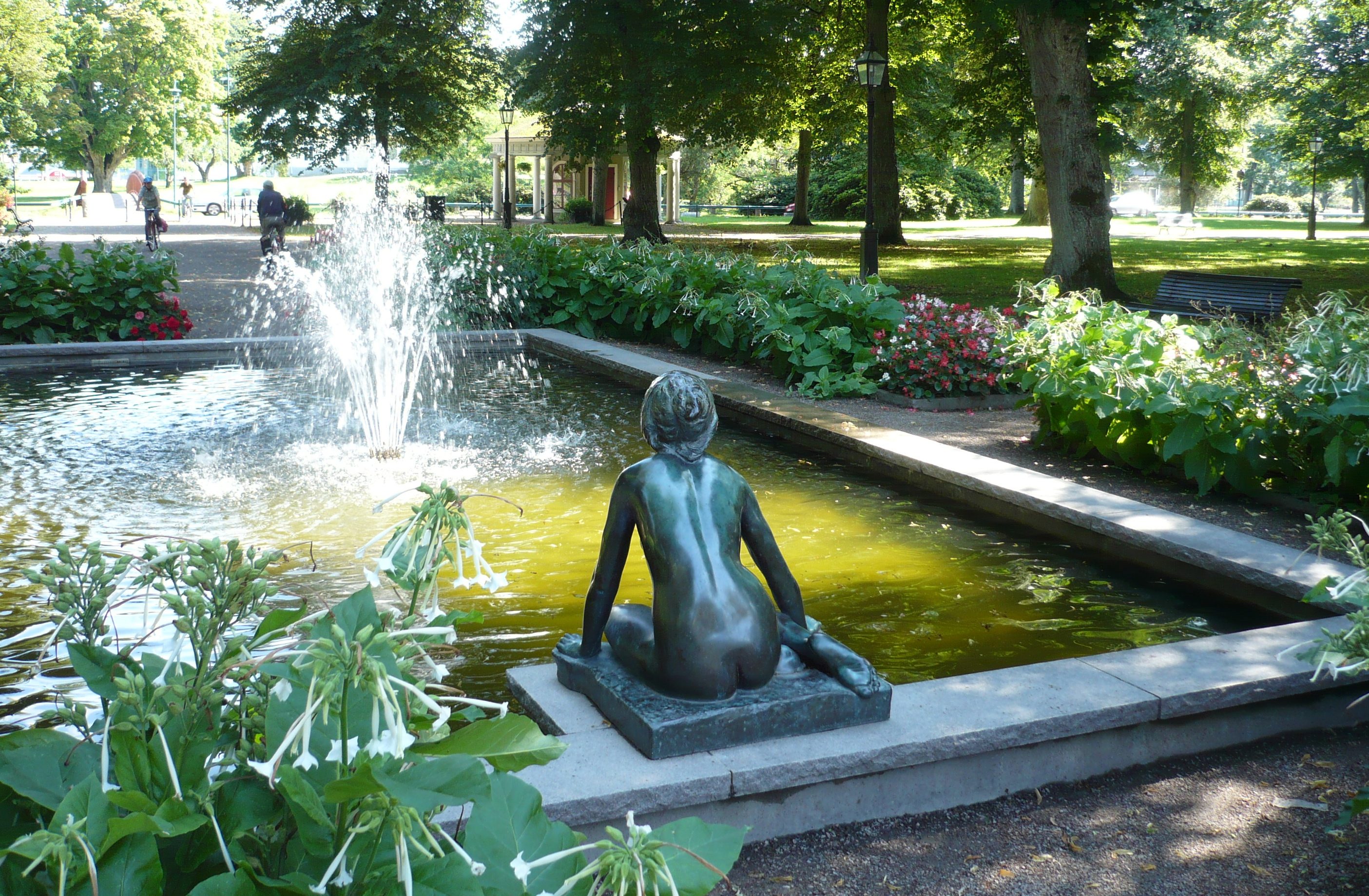
Grodan seit 1917 im Brunnspark in Ronneby Brunn
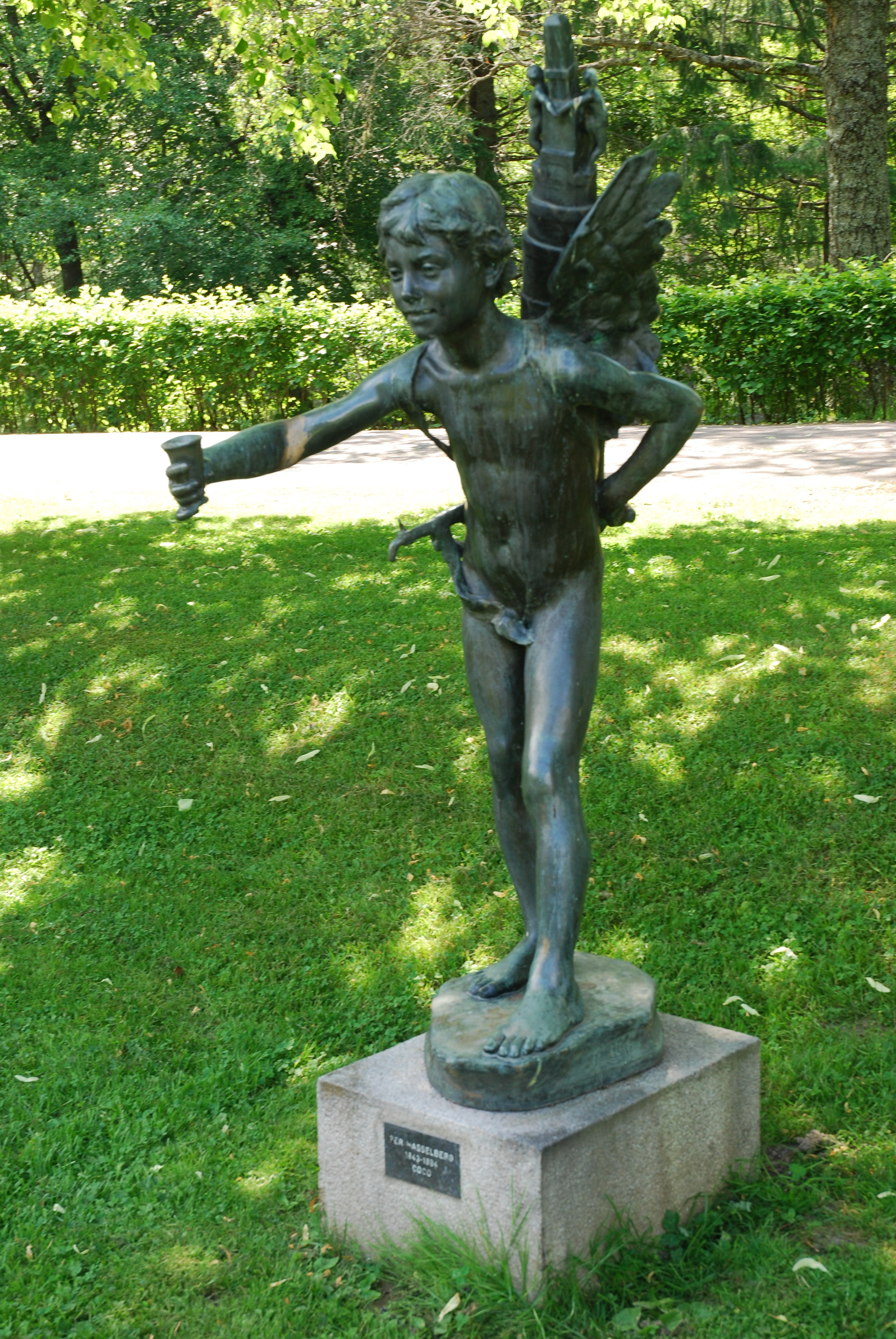
Coco im Rottneros Park
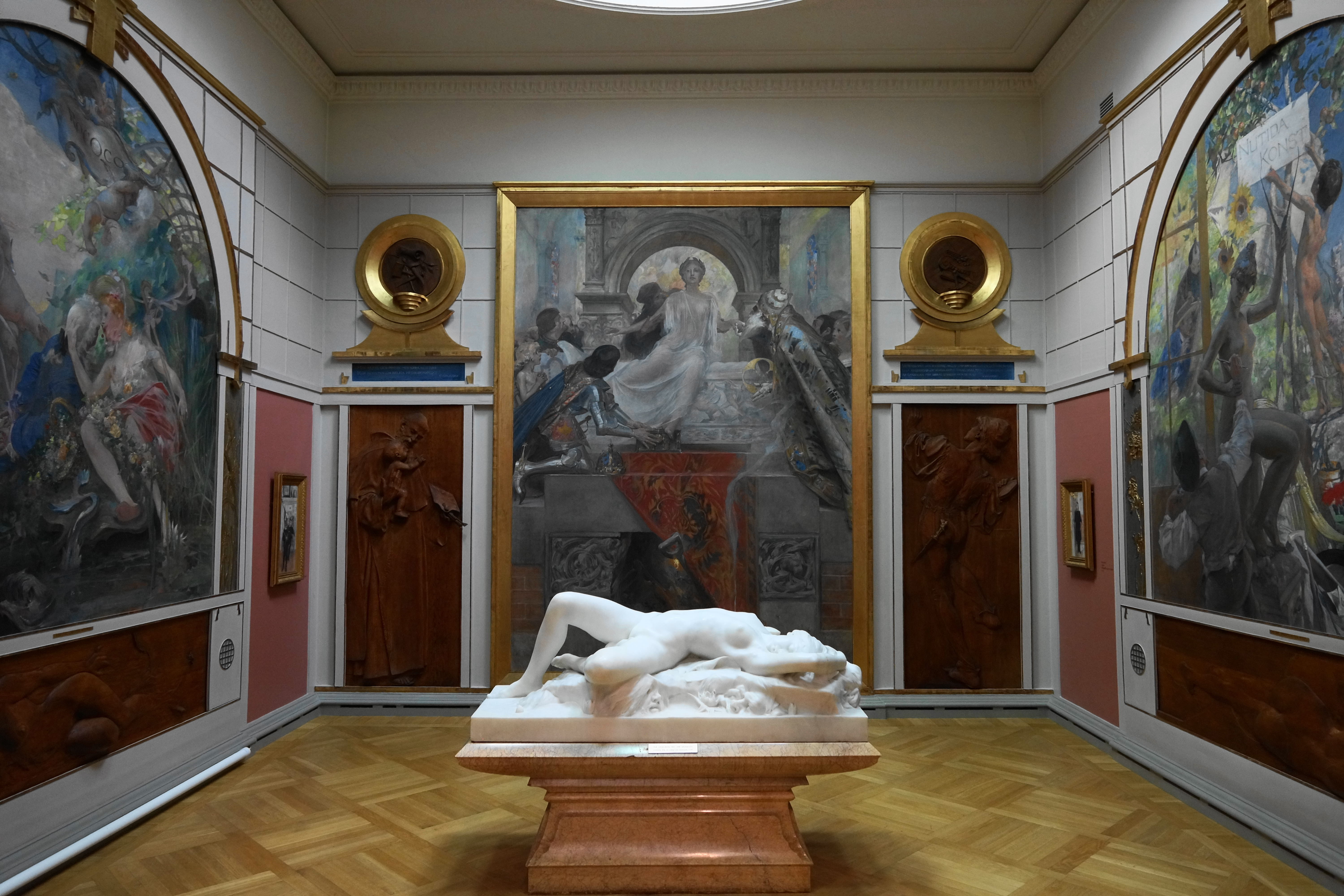
Näckrosen in Marmor, Göteborgs Kunstmuseum
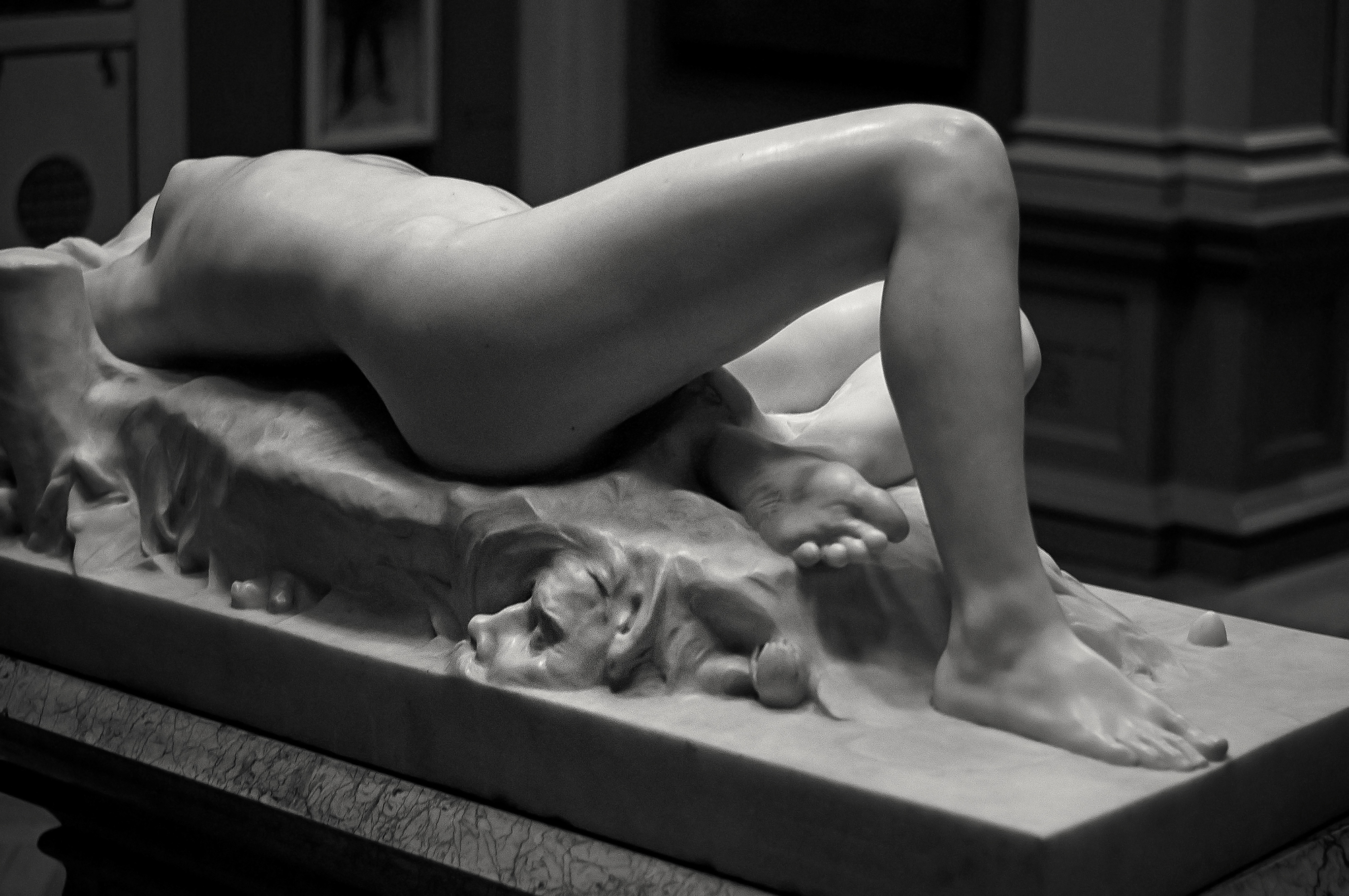
Näckrosen Detail, Göteborgs Kunstmuseum; Kette und Vorhängeschloss links